# Jean-Paul Bonnaire
Pour les articles homonymes, voir Bonnaire.
Jean-Paul Bonnaire, né le 3 octobre 1943 à Chaux (Côte-d'Or) et mort le 28 mars 2013 à Paris 15e, est un acteur français.

## Biographie

### Carrière

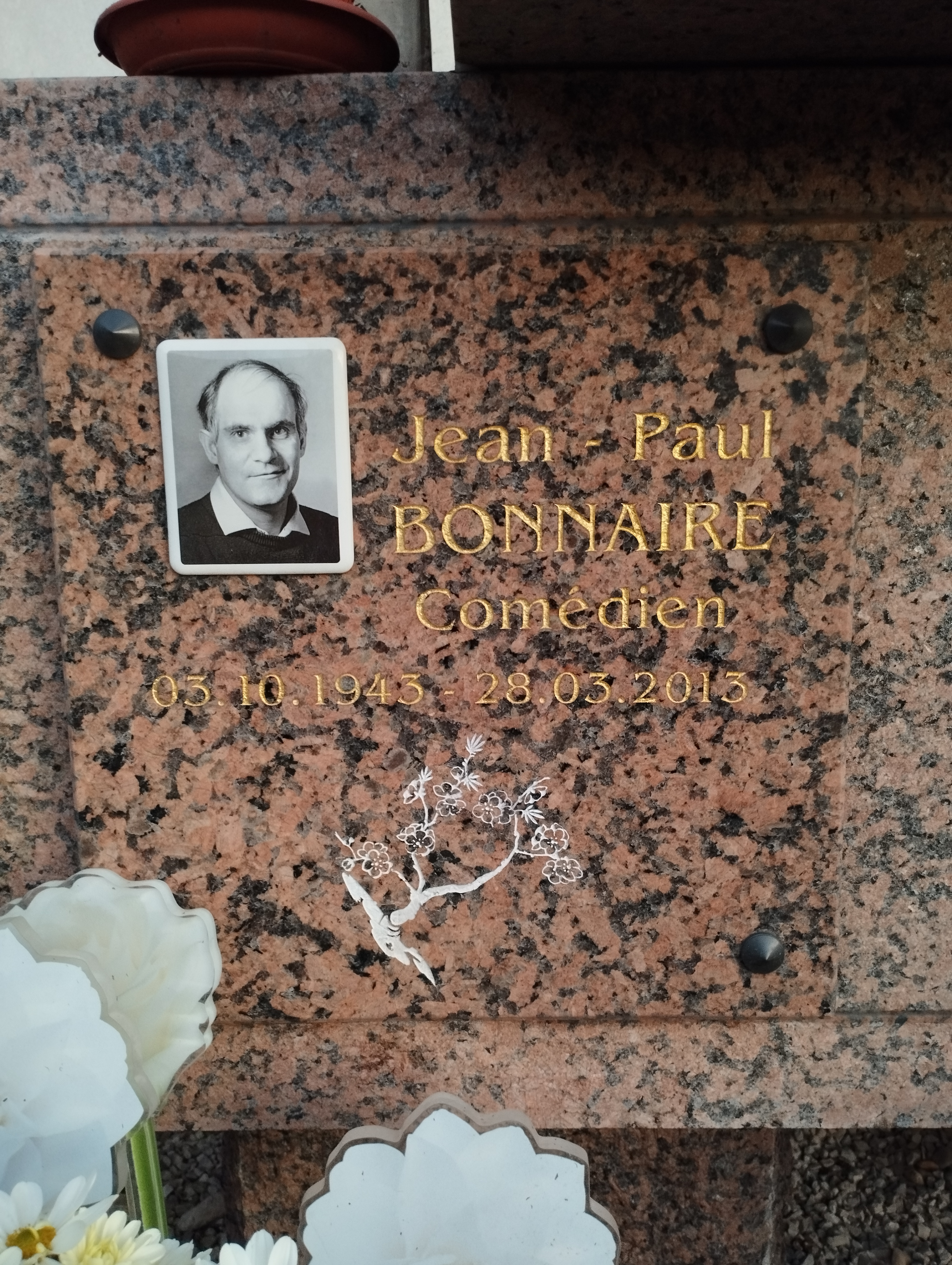
Plaque cinéraire de Jean-Paul Bonnaire au cimetière de Chaux.

Pour son rôle du père de Guillaume Gouix dans  Mobile Home de François Pirot, il a reçu le double prix du jury et du public du second rôle au Festival Jean Carmet de Moulins en 2012.
Il n'a aucun lien de parenté avec l'actrice Sandrine Bonnaire.

### Mort
Il meurt à l'âge de 69 ans le 28 mars 2013, à Paris 15e. Ses obsèques se tiennent dans l'après-midi du 4 avril en l'église de la Sainte-Trinité de Paris, suivies de la crémation au crématorium du cimetière du Père-Lachaise dans l'intimité. Ses cendres sont inhumées le 6 avril au columbarium du cimetière de l'église de Chaux (Côte-d'Or), son village natal.

## Filmographie

### Cinéma

#### Années 1975 - 1989
- 1975 : Vous ne l'emporterez pas au paradis de François Dupont-Midy : Félix, le vendeur de malles (non crédité)
- 1976 : Le Plein de super d'Alain Cavalier : le pompiste
- 1978 : Robert et Robert de Claude Lelouch : non crédité
- 1981 : L'Année prochaine... si tout va bien de Jean-Loup Hubert (scènes supprimées)
- 1981 : Du blues dans la tête d'Hervé Palud : René
- 1983 : À mort l'arbitre de Jean-Pierre Mocky : le serveur de la pizzeria
- 1984 : Polar de Jacques Bral : Gérard Sergent
- 1984 : Le Joli Cœur de Francis Perrin : le mari de la cliente
- 1985 : Urgence de Gilles Béhat
- 1985 : Le Pactole de Jean-Pierre Mocky : l'homme qui lit sur les lèvres
- 1986 : Les Frères Pétard d'Hervé Palud : un flic
- 1986 : Paulette, la pauvre petite milliardaire de Claude Confortès
- 1986 : Gardien de la nuit de Jean-Pierre Limosin : Legaec
- 1986 : Maine Océan de Jacques Rozier : le procureur
- 1986 : Double messieurs de Jean-François Stévenin : « L'Ouragan », un copain de Léo
- 1987 : Duo solo de Jean-Pierre Delattre (inédit en salles)
- 1987 : Nouilles de Maryline Canto (court métrage)
- 1987: Iréna et les ombres d'Alain Robak : le gros
- 1989 : Divine Enfant de Jean-Pierre Mocky : le chauffeur de taxi

#### Années 1991 - 1999
- 1991 : La Pagaille de Pascal Thomas : le chef des déménageurs
- 1991 : Mocky Story de Jean-Pierre Mocky : Bourvil
- 1992 : Le Coup suprême de Jean-Pierre Sentier : Sémaphore
- 1993 : Le Fils du requin d'Agnès Merlet
- 1994 : La Vis de Didier Flamand (court métrage) : un ingénieur
- 1994 : Le Sourire de Claude Miller : Yougo
- 1994 : J'ai pas sommeil de Claire Denis : un détective
- 1995 : Des hommes avec des bas de Pascal Chaumeil (court métrage)
- 1996 : Nénette et Boni de Claire Denis : le second Jeannot
- 1997 : Le Cousin d'Alain Corneau : un gardien de la paix
- 1998 : Les Petits Rêves d'Éric Bitoun (court métrage)
- 1999 : Nos vies heureuses de Jacques Maillot : le père de Lucas

#### Années 2000 - 2007
- 2000 : L'Alaska, ça serait mieux de Pierre Chosson (court métrage)
- 2000 : Le Voyage à Paris de Marc-Henri Dufresne : le préposé admission HP
- 2000 : Sur un air d'autoroute de Thierry Boscheron : un gendarme
- 2000 : Le Monde de Marty de Denis Bardiau : René
- 2001 : Fifi Martingale de Jacques Rozier (inédit en salles)
- 2001 : De l'amour de Jean-François Richet : Gégé
- 2002 : C'est le bouquet ! de Jeanne Labrune : le quatrième postulant
- 2002 : Les jours où je n'existe pas de Jean-Charles Fitoussi : le patron de bar
- 2002 : Mischka de Jean-François Stévenin : Muller
- 2002 : Les Femmes... ou les enfants d'abord... de Manuel Poirier : le voisin retraité
- 2002 : La Merveilleuse Odyssée de  l'idiot Toboggan de Vincent Ravalec
- 2003 : À la petite semaine de Sam Karmann : L'enclume
- 2003 : Le Lac et la Rivière de Sarah Petit (moyen métrage) : Carlo
- 2003 : Capitaine Achab de Philippe Ramos (moyen métrage) : Bull, le charpentier
- 2004 : RRRrrrr!!! d'Alain Chabat : Pierre
- 2004 : Les Choristes de Christophe Barratier : le père Maxence, infirmier
- 2005 : Camping à la ferme de Jean-Pierre Sinapi : Jacky, le comparse de Rodolphe
- 2005 : Travaux, on sait quand ça commence... : un client du bar
- 2006 : Qui m'aime me suive de Benoît Cohen : M. Benamou
- 2006 : Quatre étoiles de Christian Vincent : Jacky Morestel
- 2007 : Si c'était lui... d'Anne-Marie Étienne : Roger, le clochard
- 2007 : Le Deuxième Souffle d'Alain Corneau : Théo, le passeur
- 2007 : Capitaine Achab de Philippe Ramos : le pasteur
- 2007 : La Disparue de Deauville de Sophie Marceau : Mario, le pompiste
- 2007 : Faut que ça danse ! de Noémie Lvovsky : un douanier

#### Années 2010 - 2012
- 2010 : Bas-fonds d'Isild Le Besco : le père de Barbara
- 2011 : L'Élève Ducobu de Philippe de Chauveron : Monsieur Kitrich
- 2011 : Un baiser papillon de Karine Silla : le gardien
- 2012 : Mobile Home de François Pirot : Luc

### Télévision
- 1980 : Julien Fontanes, magistrat, épisode Par la bande de François Dupont-Midy : le technicien EDF
- 1981 : Le Mariage de Figaro de Pierre Badel (téléfilm) : Antonio
- 1982 : Paris-Saint-Lazare de Marco Pico (série) : M. Dubourel
- 1984 : Manipulations de Marco Pico (téléfilm)
- 1985 : Le Réveillon de Daniel Losset : le clochard
- 1985 : Le Diamant de Salisbury de Christiane Spiero
- 1987 : L'Heure Simenon, épisode Un nouveau dans la ville de Fabrice Cazeneuve : Max
- 1988 : Le Crépuscule des loups de Jean Chapot : un fossoyeur
- 1988 : Les Enquêtes du commissaire Maigret, épisode : Le Chien jaune de Pierre Bureau : Soizic
- 1989 : La Révolution française de Robert Enrico et Richard T. Heffron : un bourgeois
- 1989 : Pause-café pause-tendresse, épisode Les Enfants déchirésde Serge Leroy : Dubois
- 1990 : Joséphine en tournée de Jacques Rozier : Fernand Billot
- 1994 : La Corruptrice de Bernard Stora (téléfilm) : le chauffeur de l'autocar
- 1996 : Maigret, épisode Maigret et le Port des brumes de Charles Nemes : un pêcheur
- 1996 : Le R.I.F., épisode L'Île des loups de Michel Andrieu : Armand Delmas
- 1996 : Le Poteau d'Aldo de Didier Grousset : le patron du bar
- 1996 : Vice vertu et vice versa de Françoise Romand (téléfilm)
- 1997 : Nestor Burma, épisode Nestor Burma se brûle les ailes de Marcel Zemour
- 1997 : Le Censeur du lycée d'Épinal de Marc Rivière (téléfilm) : Tarzan
- 1998 : Le juge est une femme, épisode Le Rachat de Pierre Boutron : le voisin témoin
- 1998 : Les Rives du paradis de Robin Davis : Meyrand
- 1999 : Le Cocu magnifique de Pierre Boutron
- 2000 : La Laïque de Maurice Failevic : le curé
- 2000 : Combats de femmes, épisode L'Amour prisonnier d'Yves Thomas : le père d'Henri
- 2000 : Mary Lester, épisode Meurtre en retour de Philomène Esposito : Le Coz
- 2000 : Toute la ville en parle de Marc Rivière (téléfilm) : Momo
- 2001 : Avocats et Associés, épisode (Presque) tout sur Robert d'Alexandre Pidoux : Henri Saurin
- 2001 : Les Bœuf-carottes, épisode Pour l'amour d'un flic de Christian Faure : le chasseur de l'hôtel
- 2002 : PJ, épisode Agressions de Brigitte Coscas : Montero
- 2003 : Maigret, épisode Maigret et la princesse de Laurent Heynemann : l'inspecteur Battesti
- 2003 : Maigret, épisode L'Ami d'enfance de Maigret de Laurent Heynemann : l'inspecteur Battesti
- 2004 : Maigret, épisode Maigret et le Clochard de Laurent Heynemann : l'inspecteur Battesti
- 2004 : Maigret, épisode Maigret en meublé de Laurent Heynemann : l'inspecteur Battesti
- 2004 : La Ronde des Flandres d'André Chandelle (téléfilm) : Staquet
- 2005 : Joséphine, ange gardien, épisode Noble Cause de Philippe Monnier : Sylvain
- 2006 : Marie Besnard, l'empoisonneuse de Christian Faure (téléfilm) : Gaston, le fossoyeur
- 2006 : La Dérive des continents de Vincent Martorana (téléfilm) : Roger Delaloge
- 2007 : Chez Maupassant, épisode L'Héritage de Laurent Heynemann : Père Savon
- 2007 : Nos enfants chéris de Benoît Cohen (série) : Père Martin
- 2007 : Le Pendu de Claire Devers (téléfilm) : le jardinier
- 2007 : Fabien Cosma, épisode Un traitement de cheval de Jean-Claude Sussfeld : M. Paquet
- 2007 : Myster Mocky présente, épisode La Méthode Barnol de Jean-Pierre Mocky : Antoine
- 2008 : Les Bougon, épisode Boulot, vibro, bobo de Sam Karmann : M. Boutard
- 2008 : Une lumière dans la nuit d'Olivier Guignard : le vicaire
- 2008 : L'Autre Rive de Fabrice Camoin : Jean-Paul
- 2008 : Le Septième Juré d'Édouard Niermans : Jacques Perruchet
- 2009 : Louis Page, épisode Cran d'arrêt de Badreddine Mokrani : le curé
- 2012 : Profilage, épisode D'entre les morts de Julien Despaux : le prêtre
- 2013 : Falco, épisode Le Réveil d'Alexandre Laurent : le réceptionniste de l'hôtel Falco
- 2013 : Falco, épisode Un nouveau départ d'Alexandre Laurent et Thierry Petit : le réceptionniste de l'hôtel Falco

## Théâtre
- Le Mariage de Figaro de Beaumarchais, mise en scène Jacques Weber
- Le Songe d'une nuit d'été de William Shakespeare, mise en scène Gilles Bouillon

## Doublage

### Jeux vidéo
- 2011 : Star Wars: The Old Republic : voix française de Urgrec (Cantina de Huttah)

## Distinctions
- 2012 : Meilleur Second Rôle masculin (Prix du Public) au Festival Jean Carmet de Moulins pour son rôle dans Mobile Home de François Pirot